# خليج بوثينيا
خليج بوثنيان أو خليج بوثنيا (بالسويدية: Bottenviken)‏ (بالفنلندية: Perämeri)‏؛ هو الجزء الشمالي من خليج بوثنيا والذي بدوره الجزء الشمالي من بحر البلطيق. لا تزال الأرض التي تحتفظ بالخليج ترتفع بعد إزالة وزن الأنهار الجليدية من العصر الجليدي وفي غضون 2000 عام سيكون الخليج بحيرة مياه عذبة كبيرة نظرًا لأن ارتباطه بجنوب كفاركين يقل في الغالب عن 20 متر (66 قدم). عميق. يتغذى الخليج اليوم من عدة أنهار كبيرة وهو غير متأثر نسبيًا بالمد والجزر لذلك فهو منخفض الملوحة. يتجمد كل عام لمدة تصل إلى ستة أشهر. بالمقارنة مع أجزاء أخرى من بحر البلطيق فهي قليلة الحياة النباتية أو الحيوانية.

## حدود
الخليج مقسم من بحر بوثنيان الجزء الجنوبي من خليج بوثنيا بمضيق الكوارك الشمالي ( كفاركين ). يبلغ عمق أعماق الكوارك الشمالية 65 متر (213 قدم) مع اثنين من التلال التي لا تزيد عن 25 متر (82 قدم) عميق. تقع بين مجموعة من الجزر قبالة فاسا في فنلندا ومجموعة أخرى في هولموارنا في السويد. يحد الخليج من الشرق فنلندا والسويد من الغرب. الخليج غير متماثل مع منحدر سفلي أكثر سلاسة وضحلة على الجانب الفنلندي وقاع أعمق مع ساحل أكثر انحدارًا وأكثر وعورة على الجانب السويدي.